# Fran Brown
Fran Brown née le 10 octobre 1984 à Truro est une triathlète handisport anglaise, championne du monde de paratriathlon PTS2 en 2009.  

## Palmarès triathlon
Le tableau présente les résultats les plus significatifs (podium) obtenus sur le circuit international de paratriathlon depuis 2017. 
| Année | Paratriathlon                               | Pays                | Position           | Temps           |
| ----- | ------------------------------------------- | ------------------- | ------------------ | --------------- |
| 2021  | Championnats du monde de paratriathlon PTS2 | Émirats arabes unis | Médaille d'argent  | 1 h 18 min 17 s |
| 2021  | Championnats d'Europe de paratriathlon PTS2 | Espagne             | Médaille d'or      | 1 h 23 min 10 s |
| 2019  | Championnats du monde de paratriathlon PTS2 | Suisse              | Médaille d'or      | 1 h 24 min 23 s |
| 2019  | Championnats d'Europe de paratriathlon PTS2 | Espagne             | Médaille d'or      | 1 h 19 min 16 s |
| 2018  | Championnats du monde de paratriathlon PTS2 | Australie           | Médaille d'argent  | 1 h 19 min 44 s |
| 2018  | Championnats d'Europe de paratriathlon PTS2 | Estonie             | Médaille d'or      | 1 h 21 min 24 s |
| 2017  | Championnats du monde de paratriathlon PTS2 | Pays-Bas            | Médaille de bronze | 1 h 25 min 9 s  |
| 2017  | Championnats d'Europe de paratriathlon PTS2 | Autriche            | Médaille d'argent  | 1 h 36 min 16 s |